# セレベスウズラバト
セレベスウズラバト（学名：Gallicolumba tristigmata）は、ハト目ハト科に分類される鳥類。

## 分布
インドネシアの固有種。原生の熱帯雨林に生息する。

## 形態
全長35cm。翼はオリーブ色で、胸は黄色。頭頂の羽毛は青みがかった緑色で、耳のあたりの羽が紫色に染まっている。